# JavaFX
JavaFX är en mjukvaruplattform för utveckling av applikationsprogram som bygger på Java. Program utvecklade i JavaFX kan köras på Microsoft Windows, Mac OS och Linux.
Den är jämförbar med exempelvis Microsoft Silverlight.